# Liste von Tagebauen in Schleswig-Holstein

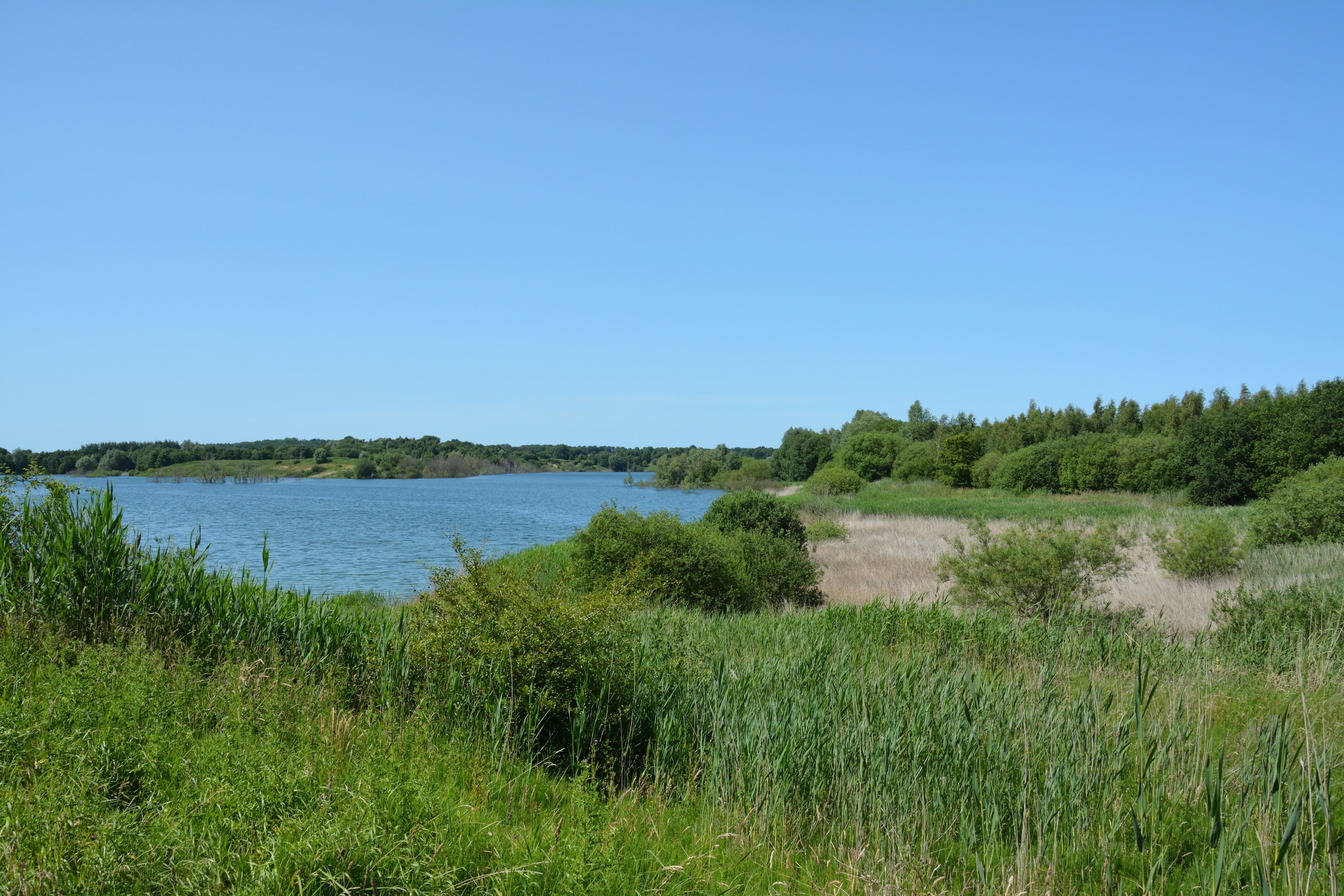
Tongrupbe Muldsberg

Die Liste von Tagebauen in Schleswig-Holstein umfasst Gruben, in denen Sand, Kies, Ton, Kreide und andere Materialien abgebaut wurden oder werden.

## Liste

### Kreis Herzogtum Lauenburg
- Ehemalige Baggergrube östlich Basedow

### Neumünster
- Roose-See

### Kreis Ostholstein
- Lübbersdorfer Kiesgrube

### Kreis Pinneberg
- Liether Kalkgrube, Klein Nordende, Kalk

### Kreis Rendsburg-Eckernförde
- Trelleborgsee, Kies

### Kreis Schleswig-Flensburg
- Eichenkratt und Kiesgrube südlich Böxlund, Kies

### Kreis Steinburg
- Tongrube Muldsberg, Ton
- Kreidegrube Saturn, Kreide
- Alsens Tongrube, Ton
- Baggerkuhle Gribbohm
- Baggersee Hohenfelde, Kies
- Kochsche Kuhlen, Sand und Kies